# Saint-Georges-les-Bains
Pour les articles homonymes, voir Saint-Georges, Saint Georges (homonymie) et Georges.
Saint-Georges-les-Bains est une commune française située dans le département de l'Ardèche, en région Auvergne-Rhône-Alpes.
Ses habitants sont appelés les Saint-Georgeois.

## Géographie

### Situation et description
Bien que située en Ardèche —ancienne province du Vivarais—, la commune de Saint-Georges-les-Bains est située à treize kilomètres au sud-ouest de Valence, préfecture de la Drôme. Outre le bourg central (ou « village ») celle-ci comprend deux autres hameaux : Château Rouge et Blod. Le village est un véritable belvédère sur la vallée du Rhône. La commune est rattachée à la communauté de communes Rhône Crussol.
L'altitude s'élève de 98 mètres dans l'Île à 520 mètres sur le Serre de Planèze.

### Climat
En 2010, le climat de la commune est de type climat méditerranéen altéré, selon une étude du CNRS s'appuyant sur une série de données couvrant la période 1971-2000. En 2020, Météo-France publie une typologie des climats de la France métropolitaine dans laquelle la commune est dans une zone de transition entre le climat de montagne et le climat méditerranéen et est dans la région climatique Moyenne vallée du Rhône, caractérisée par un bon ensoleillement en été (fraction d’insolation > 60 %), une forte amplitude thermique annuelle (4 à 20 °C), un air sec en toutes saisons, orageux en été, des vents forts (mistral), une pluviométrie élevée en automne (250 à 300 mm).
Pour la période 1971-2000, la température annuelle moyenne est de 12,7 °C, avec une amplitude thermique annuelle de 17,7 °C. Le cumul annuel moyen de précipitations est de 953 mm, avec 7,1 jours de précipitations en janvier et 4,9 jours en juillet. Pour la période 1991-2020, la température moyenne annuelle observée sur la station météorologique de Météo-France la plus proche, « Saint-Laurent Pape », sur la commune de Saint-Laurent-du-Pape à 5 km à vol d'oiseau, est de 13,6 °C et le cumul annuel moyen de précipitations est de 1 027,6 mm,. Pour l'avenir, les paramètres climatiques de la commune estimés pour 2050 selon différents scénarios d'émission de gaz à effet de serre sont consultables sur un site dédié publié par Météo-France en novembre 2022.

### Hydrographie
La partie sud-est du territoire communal est bordée par le Rhône. Le Turzon, torrent qui traverse la commune en cascades rocheuses successives, finit en ruisseau apaisé dans le canal d'amenée du Rhône.

### Voies de communication et transport
La commune est traversée par l'ancienne route nationale 86 qui a été déclassée en route départementale — RD86 —. Cette route, qui se présente selon un axe nord-sud, relie historiquement la ville de Lyon à celle de Nîmes.

## Urbanisme

### Typologie
Au 1er janvier 2024, Saint-Georges-les-Bains est catégorisée ceinture urbaine, selon la nouvelle grille communale de densité à 7 niveaux définie par l'Insee en 2022.
Elle appartient à l'unité urbaine de Charmes-sur-Rhône, une agglomération intra-départementale dont elle est ville-centre,. Par ailleurs la commune fait partie de l'aire d'attraction de Valence, dont elle est une commune de la couronne,. Cette aire, qui regroupe 71 communes, est catégorisée dans les aires de 200 000 à moins de 700 000 habitants,.

### Occupation des sols
L'occupation des sols de la commune, telle qu'elle ressort de la base de données européenne d’occupation biophysique des sols Corine Land Cover (CLC), est marquée par l'importance des forêts et milieux semi-naturels (57,9 % en 2018), en diminution par rapport à 1990 (59,8 %). La répartition détaillée en 2018 est la suivante : 
forêts (52,3 %), zones agricoles hétérogènes (18,5 %), zones urbanisées (14 %), milieux à végétation arbustive et/ou herbacée (5,6 %), eaux continentales (5 %), cultures permanentes (4,6 %).
L'évolution de l’occupation des sols de la commune et de ses infrastructures peut être observée sur les différentes représentations cartographiques du territoire : la carte de Cassini (XVIIIe siècle), la carte d'état-major (1820-1866) et les cartes ou photos aériennes de l'IGN pour la période actuelle (1950 à aujourd'hui).

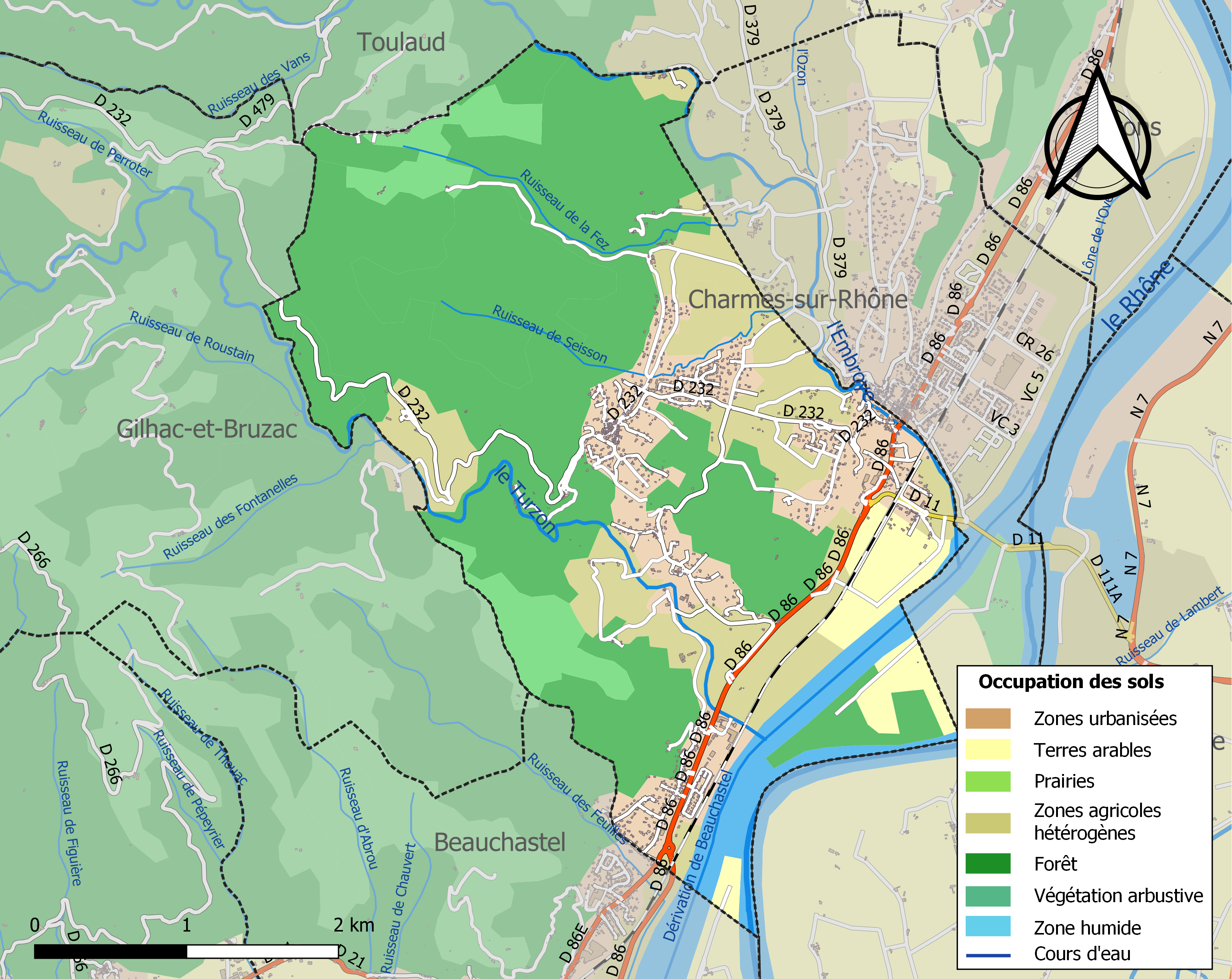
Carte des infrastructures et de l'occupation des sols de la commune en 2018 (CLC).

### Risques naturels et technologiques

#### Risques sismiques
L'ensemble du territoire de la commune de Saint-Georges-les-Bains est situé en zone de sismicité no 3 (sur une échelle de 1 à 5), comme la plupart des communes situées dans la vallée du Rhône et la Basse Ardèche, mais non loin de la limite orientale de la zone no 2 qui correspond au plateau ardéchois.
| Type de zone | Niveau            | Définitions (bâtiment à risque normal) |
| ------------ | ----------------- | -------------------------------------- |
| Zone 3       | Sismicité modérée | accélération = 1,1 m/s2                |

## Histoire
Le village reprit le nom de Saint-Georges-les-Bains en 1858, lors de la restitution des limites d'antan : Saint Georges et Saint-Marcel de Crussol.

### Saint-Georges
Saint-Georges appartenait à l'abbaye de Cluny, son village s'est donc développé autour du prieuré dont il ne reste que l'église. Son église date de la période médiévale, comme en témoigne le chœur roman semi-circulaire. Dans ce même lieu, un vitrail représente le saint patron du village : saint Georges (patron des soldats) terrassant le dragon.

Le village doit en partie son nom à une source d'eau alcalino-sulfureuse à température constante (24°), permettant de développer à l'époque romaine une petite station thermale dont la fermeture se situe vers 1900, après 600 ans d'existence. Au XVIIIe siècle, les grands de ce monde (dont Napoléon Bonaparte) venaient s'y baigner pour soigner les nombreuses maladies de la peau. L'efficacité des eaux de Saint-Georges était célèbre : « M. Daumont prétend que c'est à tous ces gaz réunis que naît le bien que chaque individu en reçoit pour sa santé et surtout pour les maladies de peau ». De l'établissement thermal il ne reste que la piscine et l'ancien hôtel des Bains actuellement centre de soins et de réadaptation, propriété de l'Armée du salut.

### Saint-Marcel
De l'autre côté du ravin, creusé par le Turzon, se trouve le village de Saint-Marcel qui est aujourd'hui un quartier du village. Saint-Marcel qui abritait autrefois, accroché aux flancs de la colline, un château, dont l'origine remonte aux environs de l'an 1000, mais aussi une petite cité fortifiée. De cette époque féodale, il ne reste que des ruines.
De 1242 à la Révolution, le village faisait partie du comté Crussol-Uzès.
De ce village, abandonné pendant plusieurs siècles, il ne subsiste aujourd'hui qu'un élément de la tour forte sur le site castral, avec une porte d'accès et plusieurs murs de défense avec leurs créneaux et l'amorce du chemin de ronde. Toujours dans la partie castrale, on rencontre les restes d'une église où se trouvait un autel paléochrétien, actuellement conservé au Musée des Antiquités Nationales de Saint-Germain-en-Laye. Tout en bas du village, se trouve la porte d'entrée connue sous le nom de Porte de Cholet donnant sur la rue principale conduisant à la poterne, et bordée de vestiges de maisons. Saint-Marcel possédait deux fours, des hospicios (auberges) et, un peu en dehors, le moulin d'Autigour. Quelques habitations hors les murs constituaient les faubourgs.

## Politique et administration

### Liste des maires
| Période                                  | Période     | Identité          | Étiquette            | Qualité                                                                                         |
| ---------------------------------------- | ----------- | ----------------- | -------------------- | ----------------------------------------------------------------------------------------------- |
| Les données manquantes sont à compléter. |             |                   |                      |                                                                                                 |
| 17 mars 1989                             | 28 mai 2020 | Bernard Berger    | RPR puis UMP puis LR | Assistant expert-comptable Conseiller général (1992-1998) Suppléant d'Amédée Imbert (1993-1997) |
| 28 mai 2020                              | En cours    | Geneviève Peyrard | DVG                  | Professeure de lycée 5e vice-présidente de la CC Rhône Crussol (depuis 2020)                    |

## Population et société

### Démographie
L'évolution du nombre d'habitants est connue à travers les recensements de la population effectués dans la commune depuis 1793. Pour les communes de moins de 10 000 habitants, une enquête de recensement portant sur toute la population est réalisée tous les cinq ans, les populations de référence des années intermédiaires étant quant à elles estimées par interpolation ou extrapolation. Pour la commune, le premier recensement exhaustif entrant dans le cadre du nouveau dispositif a été réalisé en 2006.

En 2022, la commune comptait 2 415 habitants, en évolution de +7,62 % par rapport à 2016 (Ardèche : +2,48 %, France hors Mayotte : +2,11 %).
| 1793 | 1800 | 1806 | 1821 | 1831 | 1836 | 1841 | 1846 | 1851 |
| ---- | ---- | ---- | ---- | ---- | ---- | ---- | ---- | ---- |
| 259  | 269  | 250  | 361  | 816  | 855  | 952  | 870  | 915  |

| 1856 | 1861 | 1866 | 1872 | 1876 | 1881 | 1886 | 1891 | 1896 |
| ---- | ---- | ---- | ---- | ---- | ---- | ---- | ---- | ---- |
| 882  | 874  | 870  | 765  | 870  | 702  | 693  | 705  | 766  |

| 1901 | 1906 | 1911 | 1921 | 1926 | 1931 | 1936 | 1946 | 1954 |
| ---- | ---- | ---- | ---- | ---- | ---- | ---- | ---- | ---- |
| 695  | 701  | 658  | 500  | 554  | 563  | 505  | 555  | 532  |

| 1962  | 1968  | 1975 | 1982  | 1990  | 1999  | 2006  | 2011  | 2016  |
| ----- | ----- | ---- | ----- | ----- | ----- | ----- | ----- | ----- |
| 1 110 | 1 015 | 873  | 1 257 | 1 557 | 1 716 | 1 977 | 2 065 | 2 244 |

| 2021  | 2022  | - | - | - | - | - | - | - |
| ----- | ----- | - | - | - | - | - | - | - |
| 2 412 | 2 415 | - | - | - | - | - | - | - |

### Enseignement
Saint-Georges-les-Bains dépend de l'Académie de Grenoble. Les élèves commencent leur scolarité dans l'école élémentaire Lucien Roux de la commune, après être passés à l'école maternelle "les Lavandières".

### Sports
Saint-Georges-les-Bains sera ville étape du Tour cycliste féminin international de l'Ardèche 2019.

### Médias
La commune est située dans la zone de distribution de deux organes de la presse écrite :
- L'Hebdo de l'Ardèche

Il s'agit d'un journal hebdomadaire français basé à Valence et couvrant l'actualité de tout le département de l'Ardèche.
- Le Dauphiné libéré

Il s'agit d'un journal quotidien de la presse écrite française régionale distribué dans la plupart des départements de l'ancienne région Rhône-Alpes, notamment l'Ardèche. La commune est située dans la zone d'édition de Privas.

### Cultes

#### Culte catholique
La communauté catholique de Saint-Georges-les-Bains est rattachée à la paroisse « Saint-Nicolas-du-Rhône » qui fait elle-même partie du diocèse de Viviers.

## Culture locale et patrimoine

### Lieux et monuments
- Église Saint-Georges de Saint-Georges-les-Bains.

Situé à moins d'un kilomètre à l'extérieur du village, l'ancien hôtel « Le Belvédère » (aujourd'hui « Le Château ») édifié en 1889 par M. Chalvet, docteur à Valence, pour héberger la clientèle attirée par les eaux thermales, dont la source existe encore en bas dans la vallée. Eaux connues depuis le XIIe siècle et qui avaient attiré des personnages illustres. Entre autres, le jeune lieutenant Napoléon Bonaparte, en garnison à Valence en 1785, affecté par un érythème dû aux exercices à cheval. Le bâtiment à l'extérieur garde son remarquable aspect originaire, tout comme l'esplanade avec sa balustrade en pierre d'époque, d'où on peut admirer un magnifique panorama qui s'étend dans la vallée du Rhône jusqu'aux montagnes du Vercors. À la suite du déclin de la station thermale le siècle dernier, il devient « Le Château » un centre de l'Armée du Salut. Pendant la Seconde Guerre mondiale il accueille femmes et enfants de prisonniers de guerre. Successivement colonie de vacances, il est actuellement Centre de soins de réadaptation. L'esplanade est accessible au public sur demande à l'entrée.

### Personnalités liées à la commune
- Anouchka Vézian, née le 21 juin 1976, est une actrice française. Elle a tourné dans de nombreux films et téléfilms dont Elles et moi de Bernard Stora ou Je vous trouve très beau d'Isabelle Mergault.

### Héraldique et logotype
| Blason de Saint-Georges-les-Bains | Blason  | Tranché : d'or et de gueules, l'or chargé de saint Georges à cheval d'argent tuant le dragon du même chargeant le gueules avec une lance de sable posée en barre et brochante, le cavalier accompagné en chef d'une croix cléchée, pommetée de douze pièces et vidée de gueules, le tout enfermé dans une bordure d'azur, réduite en flancs et en pointe, chargée en chef de trois fleurs de lis d'or, au listel d'azur chargé de la devise de la commune d'or, brochant sur le tout en pointe senestre. DeviseLo coratge se manca pas (Le courage ne manque pas). |
| Blason de Saint-Georges-les-Bains | Détails | Armes parlantes. (Saint-Georges) Adopté le 25 juillet 1978. |

Le logo de la commune, dévoilé en 2020, est composé de quatre éléments complémentaires présentant la pluralité basée sur l'héritage avec le blason existant : le heaume du chevalier Saint-Georges, une fleur de lys du Vivarais, les eaux de la commune et la devise.